# 375 Pearl Street
375 Pearl Street, auch bekannt als Intergate.Manhattan und One Brooklyn Bridge Plaza, ist ein 1976 erbautes Büro- und Rechenzentrumsgebäude in Manhattan in New York City. Der 165 Meter hohe Wolkenkratzer mit 32 Geschossen steht direkt neben der Rampe der Brooklyn Bridge. Es wird auch Verizon Building genannt und ist nicht mit dem New York Telephone Building oder dem Hochhaus an der 1095 Avenue of the Americas zu verwechseln, die ebenfalls diesen Beinamen tragen.

## Beschreibung
Das Gebäude befindet sich in Lower Manhattan und markiert einen Übergang vom städtischen Regierungsviertel Civic Center zum durch Wohnnutzung geprägten Viertel Two Bridges am East River.
Auf der Nordseite im gleichen Stadtblock befindet sich das mehrgeschossige Gebäude der Murry Bergtraum High School. Nördlich der Madison Street steht das Polizeihauptquartier 1 Police Plaza, südöstlich der Pearl Street erstreckt sich das aus 17-geschossigen Wohntürmen und Grünflächen bestehende, öffentlich geförderte Wohnquartier Alfred E. Smith Houses der New York City Housing Authority, südwestlich verlaufen die Rampen von und zur Brooklyn Bridge.

## Bau und Nutzung
Das Gebäude wurde vom Unternehmen The New York Telephone Company erbaut, das bis 1984 ein Tochterunternehmen des Fernmelde-Monopolisten AT&T war. Nach der Zerschlagung AT&Ts aus wettbewerbsrechtlichen Gründen ging es an den regionalen Telefonnetzbetreiber NYNEX Corporation, der 1997 mit Bell Atlantic fusionierte. Seit dem Jahr 2000 firmiert das Unternehmen unter dem Namen Verizon New York im aus Bell Atlantic und GTE Corporation gebildeten Konzern Verizon Communications.
Im Dezember 2007 verkaufte Verizon Communications das Gebäude für 172,05 Millionen US-Dollar an Taconic Investment Partners und zog ins New York Telephone Building. Verizon behielt mit Stand 2013 das Eigentum an drei Geschossen und nutzte sie weiter. Da im Hochhaus ursprünglich technische Betriebsräume untergebracht waren, besitzt es schmale, vertikale Fassadenbänder, die zum Teil mit Fenstern versehen waren.
2008 kündigte Taconic Pläne an, die Fassade durch eine von Cookfox entworfene Glasfassade zu ersetzen, um die Ästhetik zu verbessern. Der Rechenzentrumsbetreiber Sabey Data Center Properties erwarb im Jahr 2011 für 120 Millionen Dollar das Gebäude. Sabey beabsichtigte, das Bauwerk zu einem Rechenzentrum und Technologiegebäude mit dem Namen „Intergate.Manhattan“ umzugestalten. Im Rahmen einer von 2016 bis 2018 erfolgten umfassenden Renovierung entfernte man bei den obersten 15 Geschossen die vertikalen Fassadenelemente aus Kalkstein und ersetzte diese durch eine durchgehende Glasfront. Die dort befindlichen Büroräume wurden an städtische Stellen wie das New York City Police Department (NYPD) und an das Architekturbüro Rafael Viñoly Architects vermietet. Im Jahr 2020 kaufte Rafael Viñoly Architects die von ihr gemieteten Büroetagen. Für New Yorks 2021 gewählten Bürgermeister Eric Adams und oberste Mitarbeiter wurden Büroräume eingerichtet.
Das Erscheinungsbild des massiv wirkenden Turms, der anhand seines Standorts auf vielen Aufnahmen der Brooklyn Bridge mit abgelichtet wird, wurde in der publizierten Meinung geringgeschätzt. So bezeichneten ihn die Architekturkritiker der The New York Times, Paul Goldberger im Jahr 1975 und Nicolai Ouroussoff im Jahr 2008, als „verstörendsten“ einer neuen Generation fensterloser Hochhaus-Zweckbauten und als einen Schandfleck in Lower Manhattan.

Ansichten des 375 Pearl Street
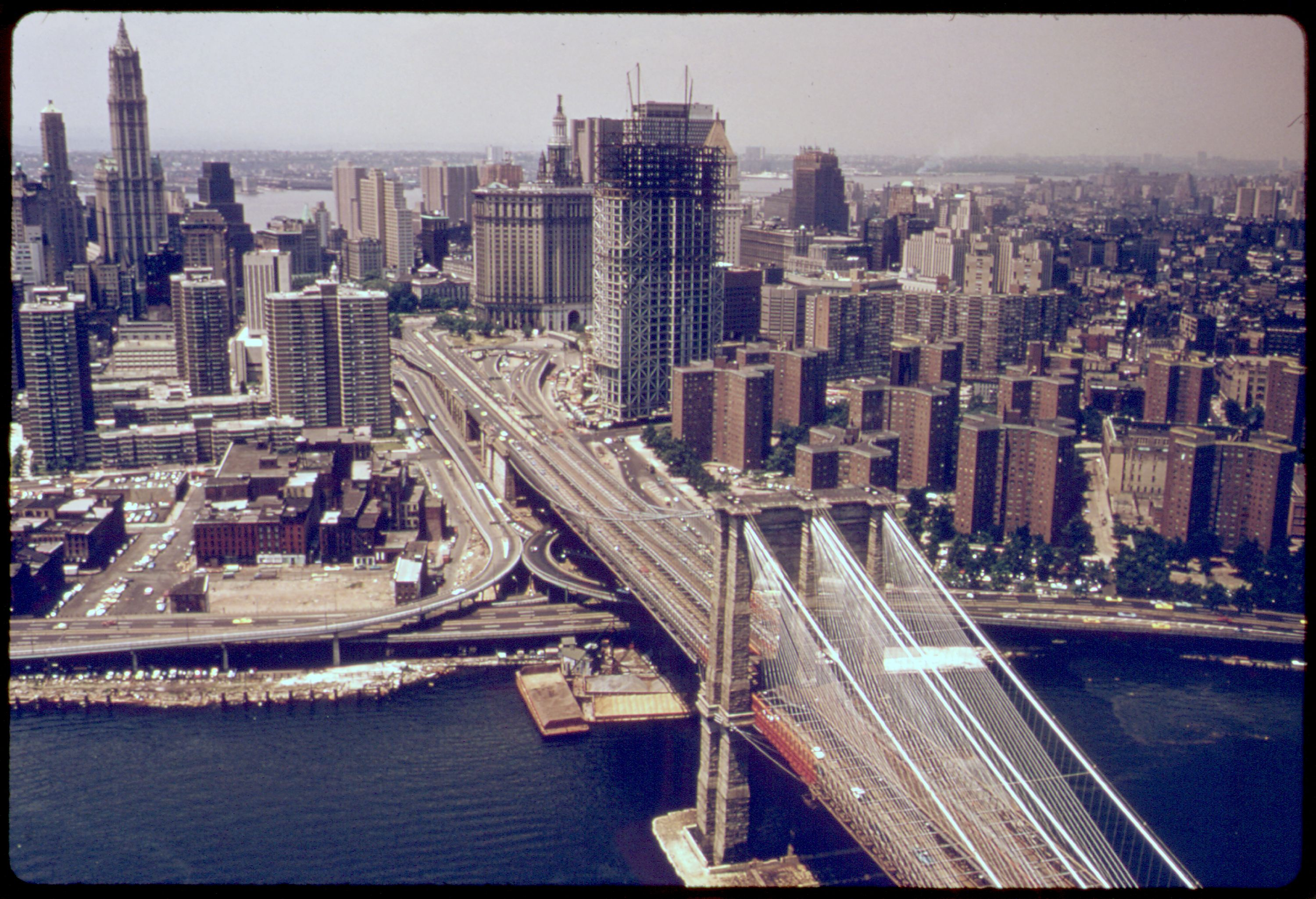
In Bau 1974
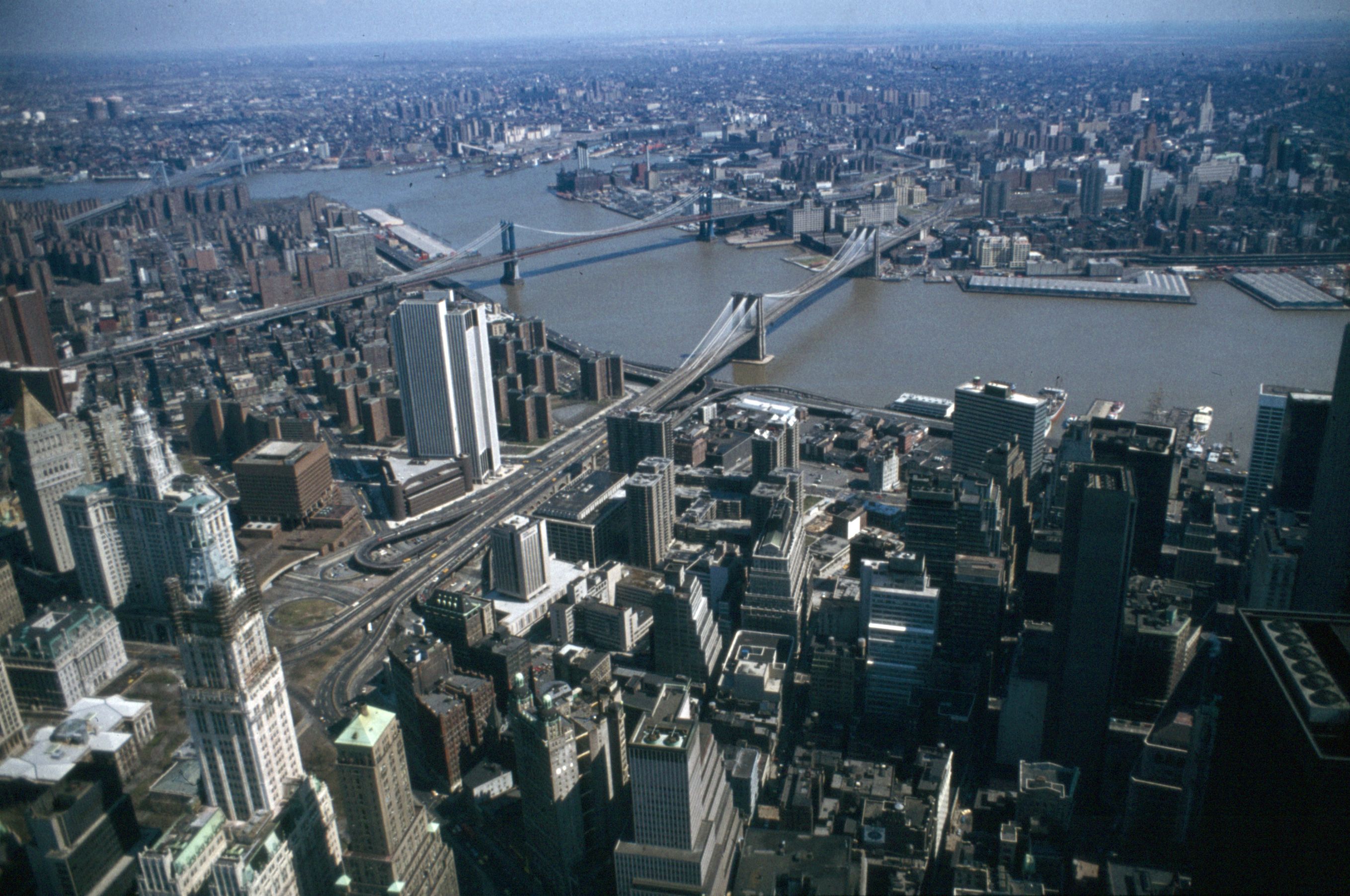
Gesehen vom World Trade Center 1980
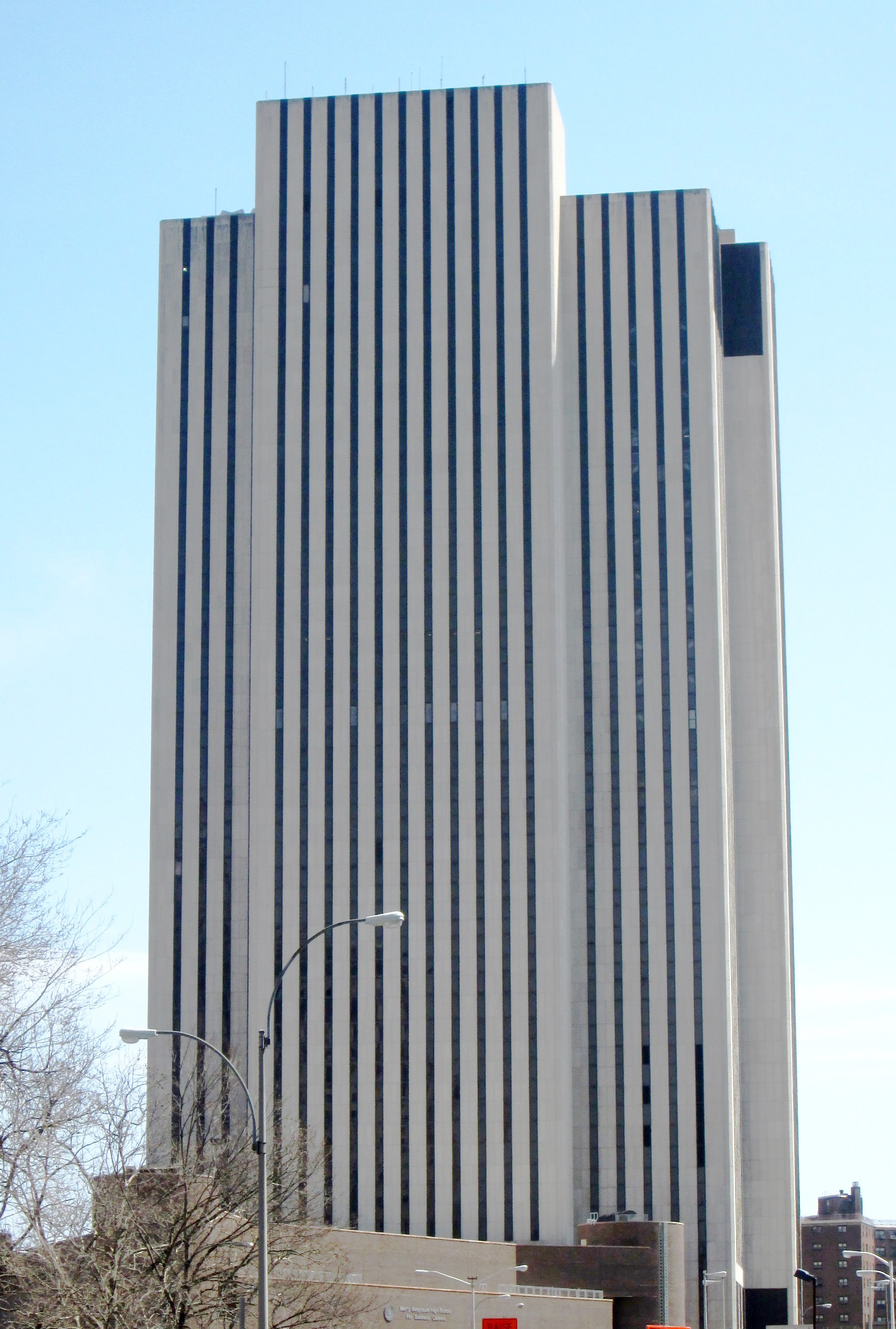
Fassade vor der Umgestaltung 2013
Während der Fassadenarbeit 2016
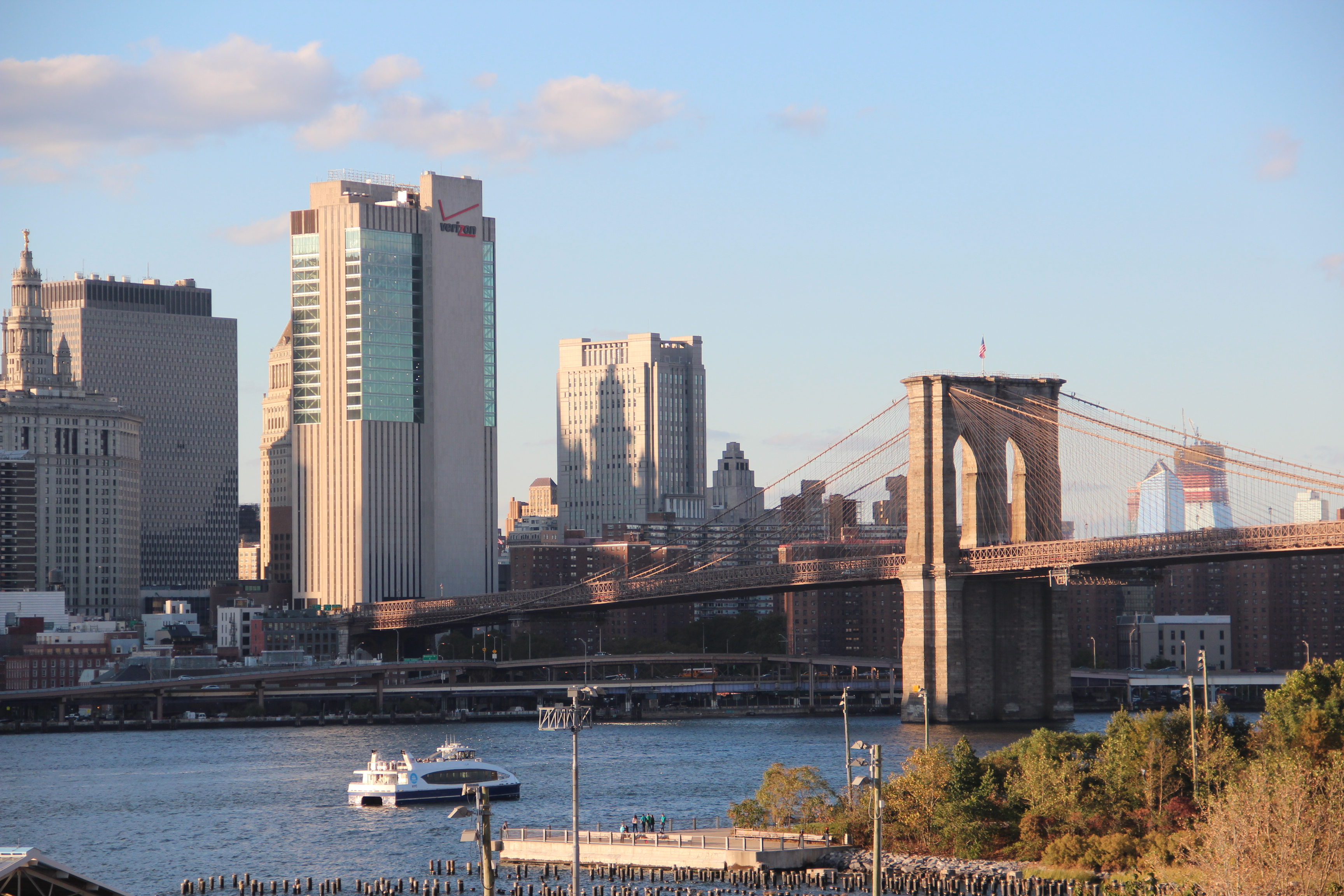
Mit Brooklyn Bridge 2017